# رافائيل زونيغا
رافائيل زونيغا (بالإسبانية: Rafael Zuñiga) (مواليد 6 مايو 1963) هو ملاكم كولومبي، مثّل بلاده في الألعاب الأولمبية الصيفية 1984.

## روابط خارجية
رافائيل زونيغا على موقع أوليمبيديا (الإنجليزية)